# Teorema geométrico de Euler

En geometría, el teorema de Euler establece que la distancia d entre el circuncentro y el incentro de un triángulo, cumple la relación siguiente:
{\displaystyle d^{2}=R(R-2r)\,}
o de forma equivalente
{\displaystyle {\frac {1}{R-d}}+{\frac {1}{R+d}}={\frac {1}{r}}}
donde R y r denotan el circunradio y el inradio (los radios de la circunferencia circunscrita y de la circunferencia inscrita respectivamente).
El teorema recibe su nombre en memoria de Leonhard Euler, quien lo publicó en 1767, aunque el mismo resultado ya había sido dado a conocer por William Chapple en 1746.
Del teorema se deduce la Desigualdad de Euler:
{\displaystyle R\geq 2r,}
que se convierte en una igualdad solo en el caso del triángulo equilátero.: p. 198 

## Demostración
Siendo O el circuncentro de triángulo ABC, e I su incentro, la extensión de AI cruza la circunferencia circunscrita en L. Entonces, L es el punto medio del arco BC. Se unen LO y se extiende hasta cruzar la circunferencia circunscrita en M. Se construye ahora una perpendicular a AB, desde I, siendo D su pie, así que ID = r. No es difícil de probar que el triángulo ADI es similar al triángulo MBL, así que ID / BL = AI / ML; y por lo tanto  ID × ML = AI × BL. En consecuencia, 2Rr = AI × BL. Únase BI. Debido a que
∠ BIL = ∠ A / 2 + ∠  ABC / 2,
∠ IBL =  ∠ ABC / 2 +  ∠ CBL =  ∠ ABC / 2 +  ∠ A / 2,
se tiene que ∠ BIL =  ∠ IBL, y así BL = IL, y AI × IL = 2 Rr. Extendiendo OI de modo que cruce la circunferencia circunscrita en P y Q; entonces PI × QI = AI × IL = 2Rr, así que (R + d)(R − d) = 2Rr, entonces d2 = R(R - 2r).

## Versión fuerte de la desigualdad
Una versión más fuerte es: p. 198 
{\displaystyle {\frac {R}{r}}\geq {\frac {abc+a^{3}+b^{3}+c^{3}}{2abc}}\geq {\frac {a}{b}}+{\frac {b}{c}}+{\frac {c}{a}}-1\geq {\frac {2}{3}}\left({\frac {a}{b}}+{\frac {b}{c}}+{\frac {c}{a}}\right)\geq 2.}